# Szyszkyne (obwód kirowohradzki)
Szyszkyne (ukr. Шишкине) – wieś na Ukrainie, w obwodzie kirowohradzkim, w rejonie nowoukraińskim, w hromadzie Hanniwka. W 2001 liczyła 732 mieszkańców, spośród których 714 wskazało jako ojczysty język ukraiński, 9 rosyjski, a 9 mołdawski.